# The Great Gatsby (Oper)
The Great Gatsby ist eine Oper in zwei Akten des amerikanischen Komponisten John Harbison. Das Libretto wurde vom Komponisten nach dem Roman The Great Gatsby des amerikanischen Schriftstellers F. Scott Fitzgerald geschrieben. Einige populäre Liedtexte stammen von Murray Horwitz (* 1949). Die Oper war ein Auftragswerk der Metropolitan Opera in New York zu Ehren des 25-jährigen Jubiläums ihres Musikdirektors James Levine.

## Handlung
Die Handlung spielt – wie im Roman – im Milieu der wohlhabenden Weißen in den USA, im New York der 1920er Jahre während der Prohibition. Der Millionär Jay Gatsby will seine frühere Freundin Daisy zurückgewinnen und vertreibt sich seinen Weltschmerz mit ausschweifenden Partys. Er versucht damit die Vergangenheit wiederherzustellen, was natürlich zum Scheitern verurteilt ist. Die Liebesgeschichte wird vor dem Hintergrund einer dekadenten Welt dargestellt mit all ihren Gewinnern und Verlieren.

### Szenen im 1. Akt
1. Bei den Buchanans, Long Island, New York – Nick Carraway besucht Daisy Buchanan und ihren Ehemann Tom, anwesend ist auch ihre Freundin Jordan Baker.
2. In Wilsons Autowerkstatt, Valley of Ashes – Die Ehefrau Myrtle ist die Geliebte von Tom Buchanan.
3. Party bei Jay Gatsby, Long Island, New York – Gatsby bittet Nick, bei ihm ein Treffen mit seiner ehemaligen Freundin Daisy zu arrangieren.
4. Bei Nick Carraway, Long Island, New York – Diese Treffen findet bei Nick Carraway statt und es scheint, dass sie Liebe neu entfacht wird.

### Szenen im 2. Akt
1. Bei Jay Gatsby – Auf einer weiteren Party gibt es Gerüchte über Gatsbys Vergangenheit, der zwielichtige Geschäftsmann Wolfshiem erscheint.
2. Bei den Buchanans – Sommerhitze und Langeweile prägen das Bild.
3. Suite im Plaza Hotel, Manhattan, New York – Es kommt zur Zuspitzung der Lage zwischen Gatsby und Tom. Daisy entscheidet sich für ihren Ehemann.
4. In Wilsons Autowerkstatt – Myrtle wird vom Auto von Gatsby überfahren, das Daisy gesteuert hat.
5. Bei Jay Gatsby – Nick erzählt Gatsby vom Tod Myrtles. Gatsby gibt sich als Fahrer aus. Wilson, der Ehemann von Myrtle erscheint und erschießt Gatsby.
6. Gatsbys Beerdigung – Zur Beerdigung von Gatsby erscheint nur sein Vater, keine seiner Partyfreunde.

## Musik
Die Musik ist leicht eingängig komponiert und enthält Blues- und Jazzelemente sowie Elemente aus der Unterhaltungsmusik der 1920er Jahre. Manchmal erinnert sie auch an die Oper Porgy and Bess von George Gershwin und an West Side Story von Leonard Bernstein.

## Entstehung und Aufführungsgeschichte
Die Oper The Great Gatsby hatte ihre Uraufführung am 20. Dezember 1999 in der Metropolitan Opera unter der Leitung von James Levine. Die Inszenierung stammte von Mark Lamos. Die Oper wurde an der Met zwölf Mal in zwei Spielzeiten aufgeführt. Im Jahr 2000 wurde sie an der Lyric Opera of Chicago inszeniert.
In einer reduzierten Orchesterfassung von Jacques Desjardins (mit nur 30 anstelle von 120 Musikern) wurde die Oper 2012 an der San Francisco Opera Parallèle (Dirigentin: Nicole Paiement) gespielt und ebenso beim Aspen Music Festival im Sommer 2012 aufgeführt.
Die europäische Erstaufführung fand (in der revidierten Fassung von 2012) am 6. Dezember 2015 in der Semperoper in Dresden unter Anwesenheit des Komponisten statt. Die Aufführung erfolgte in englischer Sprache mit deutschen Übertiteln. Ausführende waren die Sächsische Staatskapelle Dresden und der Staatsopernchor unter der Leitung von Wayne Marshall, die Inszenierung lag in den Händen von Keith Warner, Bühnenbild nach den Entwürfen von Johan Engels (1952–2014).
| Rolle             | Stimmfach   | Uraufführung, 20. Dezember 1999 (Dirigent: James Levine) | Europäische Erstaufführung, 6. Dezember 2015 (Dirigent: Wayne Marshall) |
| ----------------- | ----------- | -------------------------------------------------------- | ----------------------------------------------------------------------- |
| Jay Gatsby        | Tenor       | Jerry Hadley                                             | Peter Lodahl                                                            |
| Daisy Buchanan    | Sopran      | Dawn Upshaw                                              | Maria Bengtsson                                                         |
| Tom Buchanan      | Tenor       | Mark W. Baker                                            | Raymond Very                                                            |
| Nick Carraway     | Bariton     | Dwayne Croft                                             | John Chest                                                              |
| Jordan Baker      | Mezzosopran | Susan Graham                                             | Christina Bock                                                          |
| George Wilson     | Bass        | Richard Paul Fink                                        | Lester Lynch                                                            |
| Myrtle Wilson     | Mezzosopran | Lorraine Hunt Lieberson                                  | Angel Blue                                                              |
| Radio/Band Singer | Tenor       | Matthew Polenzani                                        | Aaron Pegram                                                            |
| Tango Singer      | Mezzosopran | Jennifer Dudley                                          | Jelena Kordić                                                           |
| Meyer Wolfshiem   | Bassbariton | William Powers                                           | Matthias Henneberg                                                      |
| Henry Gatz        | Bariton     | Frederick Burchinal                                      | Tilmann Rönnebeck                                                       |